# Punky Meadows
Punky Meadows (Edwin Lionel Meadows, 6 de febrero de 1950) es un guitarrista de rock estadounidense conocido por su imagen glam rock y por haber sido miembro de la agrupación Angel.

## Carrera
Punky Meadows nació en Washington D. C. Hizo parte de las agrupaciones The Cherry People, Intruders y English Setters, antes de formar parte de la reconocida agrupación Angel, con la que grabó cinco álbumes de estudio y un directo. Durante su estancia en Angel, Meadows recibió invitaciones de bandas tan importantes como Kiss, Aerosmith y New York Dolls, las cuales rechazó.

## Después de Angel
Meadows se retiró del negocio de la música, y durante 13 años ha sido el propietario de una clínica de bronceado en Virginia, Estados Unidos.

## Discografía

### The English Setters 1965-1967
- Tragedy b/w If She's All Right (1966)
- Someday You'll See b/w It Shouldn't Happen to a Dog (1966)
- Wake Up b/w She's in Love (1967)

### The Cherry People 1967-1972
- The Cherry People (1968)
- And Suddenly b/w Imagination (1968)
- I'm The One Who Loves You b/w Gotta Get Back (To the Good Life) (1968)
- Sea and Me b/w Come on Over (1972)

### BUX 1972-1974
- We Came to Play (1976)

### Angel 1974-1981
- Angel (1975)
- Helluva Band (1976)
- On Earth As It Is In Heaven (1977)
- White Hot (1978)
- Sinful (1979)
- Live Without a Net (1980)
- An Anthology (1992)
- In the Beginning (1999)
- Angel: The Collection (2000)
- Angel: The Singles Collection Volume 1 (2006)
- Angel: The Singles Collection Volume 2 (2006)